# Puck

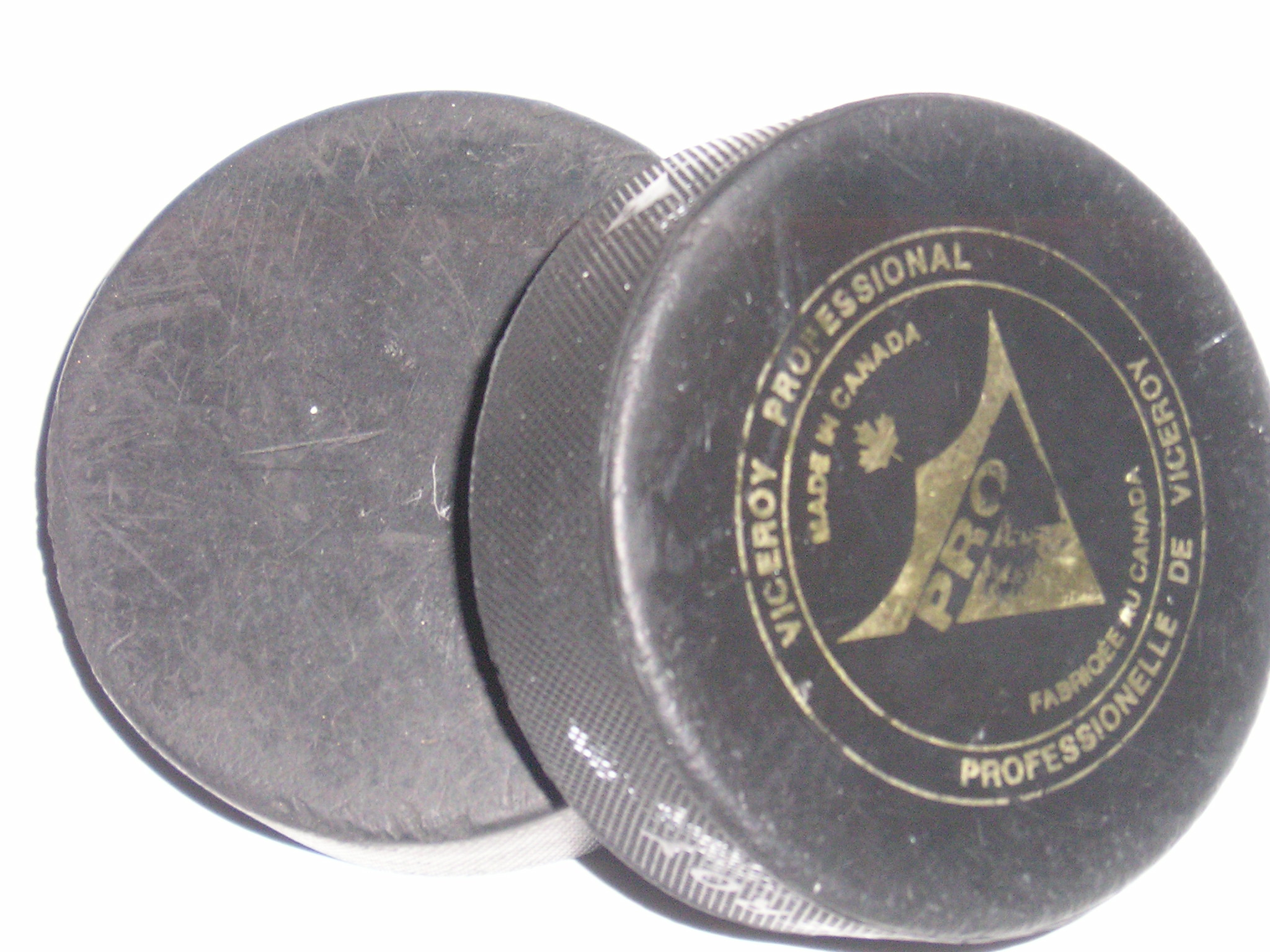
Hockeypuckar

En puck är en rund trissa av vulkaniserat gummi som används i ishockey. Enligt Svenska Ishockeyförbundets regler ska den vara övervägande svart och i dimensionerna 7,62 cm (3 tum) i diameter och 2,54 cm (1 tum) tjock. Pucken ska väga 156–170 gram. Undantag görs för barnishockey upp till U10 där pucken ska vara lättare och även kan vara blå. Under match får det bara finnas en puck i spel. Vid fler än en puck på isen ska domaren stoppa spelet. Puckar tillverkas för närvarande endast i fyra länder: Kanada, Ryssland, Kina och Tjeckien.

## Historia
I ishockeyns begynnelse användes gummiboll, men då den studsade omkring användes ibland ett träblock istället. Det finns uppgifter om att pucken till att börja med var fyrkantig. Omkring 1875 formades i alla fall pucken som den ser ut idag. Det finns olika versioner om hur det gick till, men den började användas i Montreal detta år. I början tillverkades puckarna av gummi från bildäck som limmades ihop. Det hade nackdelen att de kunde gå isär under spel.
Vad ordet "puck" kommer från vet man inte, men det finns teorier om att den fått sitt namn från karaktären Puck i William Shakespeares pjäs En midsommarnattsdröm. Kopplingen skulle då vara att karaktären är väldigt oberäknelig precis som en puck i ishockey.

## Andra spel
Puck används även om speltillbehör inom couronne, shuffleboard och  air hockey.